# مانويل بتروسيان
مانويل بتروسيان (بالأرمنية: Մանուել Պետրոսյան)‏ هو لاعب شطرنج أرمني، ولد في 6 مايو 1998 في خانكندي في أذربيجان.

## وصلات خارجية
- مانويل بتروسيان على موقع الاتحاد الدولي للشطرنج (الإنجليزية)
- مانويل بتروسيان على موقع مباريات الشطرنج (الإنجليزية)
- مانويل بتروسيان على موقع 365Chess.com (الإنجليزية)
- مانويل بتروسيان على موقع Chesstempo.com (الإنجليزية)
- مانويل بتروسيان على موقع الاتحاد الأمريكي للشطرنج (الإنجليزية)